# Tablón de anuncios

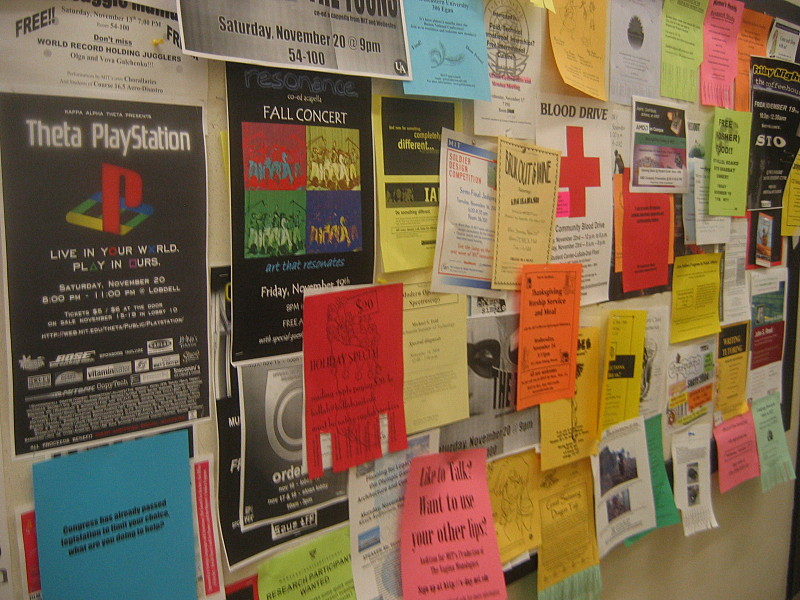
Un tablón de anuncios saturado de avisos el "Corredor Infinito" del MIT, en noviembre de 2004.

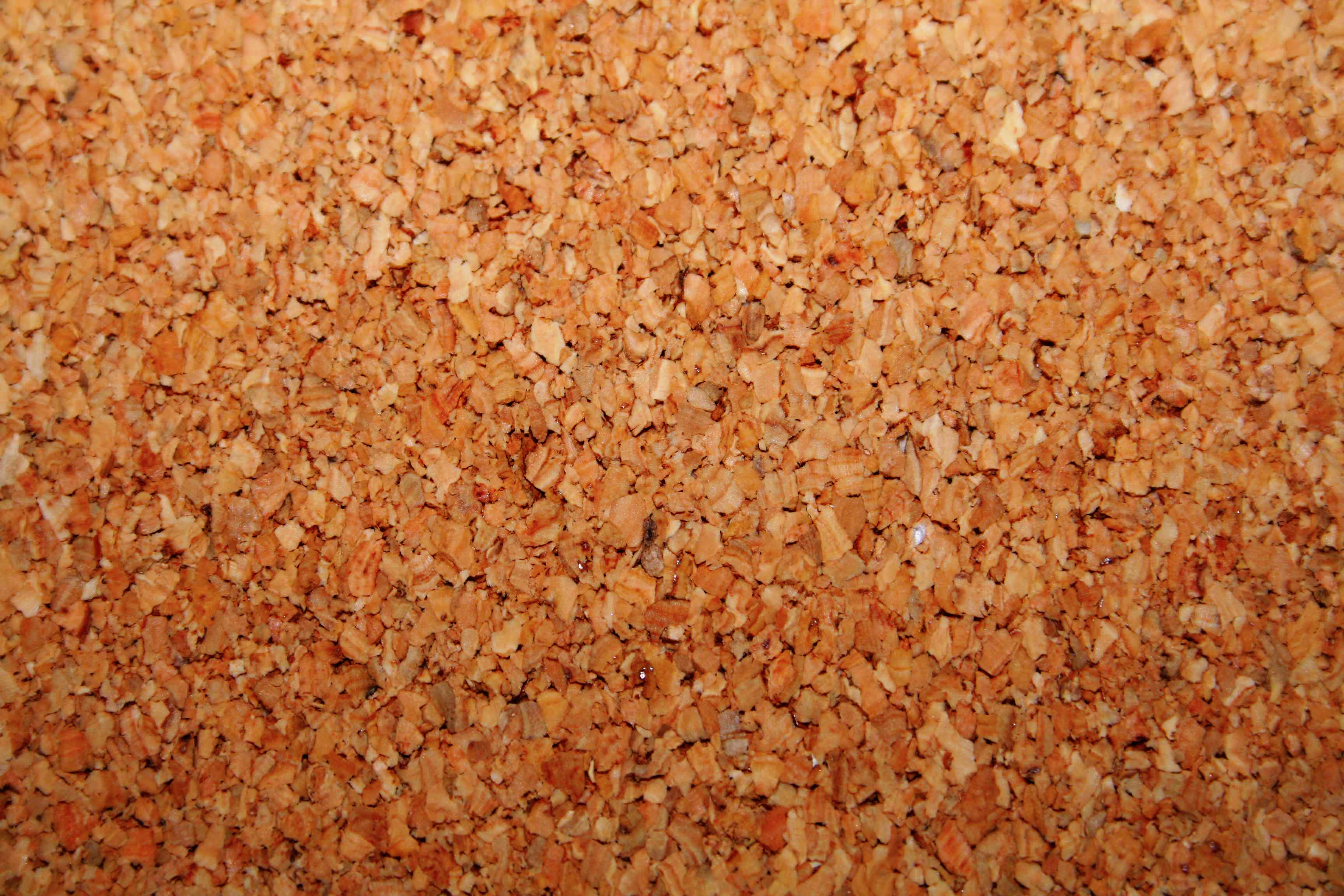
Corcho, un material común para un tablón de anuncios.

Un tablón de anuncios o una cartelera es un lugar donde se pueden dejar mensajes públicos, por ejemplo, un aviso para comprar o vender, anunciar eventos, o proveer información. Usualmente están hechos de un material como el corcho para facilitar el agregado y la remoción de mensajes.
Se encuentran particularmente en universidades. Algunas universidades tienen decenas o cientos de tablones de anuncios públicos, usados para cualquier tipo de aviso, desde avisos de grupos extracurriculares o negocios locales, hasta notificaciones oficiales. 
Los corredores de las residencias estudiantiles, pasillos transitados, vestíbulos y kioscos tienen usualmente un tablón de corcho adosado para facilitar la colocación de notas. En algunas universidades, los postes de luz, los bolardos, los árboles y los muros se vuelven de hecho lugares para dejar mensajes cuando escasean los tablones de anuncios oficiales.
Los foros de Internet se están volviendo un reemplazo global de los anuncios tradicionales. Un tablón de anuncios en línea es a veces referido como tablón de mensajes (message board). Las expresiones "tablón de anuncios" (bulletin board), "tablón de mensajes" (message board), o "foro de Internet" son intercambiables, aunque algunos tablones de anuncios pueden contener varios foros de Internet o grupos de discusión. Un tablón en línea puede servir con el mismo propósito que el tablón físico.

## Bulletin Board System
Un Bulletin Board System o BBS (Sistema de Tablón de Anuncios) es un software para redes de computadoras que permite a los usuarios conectarse al sistema (a través de internet o a través de una línea telefónica) y utilizando un programa terminal (o telnet si es a través de internet), realizar funciones tales como descargar software y datos, leer noticias, intercambiar mensajes con otros usuarios, disfrutar de juegos en línea, leer los boletines, etc.

## Web Bulletin Board
En el ámbito de la criptografía un Web Bulletin Board o WBB es un sistema informático que permite a un tipo de entidades (escritores) publicar información que es accesible a otro tipo de entidades (lectores). La publicación de la información de dicho sistema se realiza de forma que cualquier mensaje publicado no puede ser borrado ni alterado. Además cuando se publica un mensaje nuevo se localiza al final de la secuencia ordenada de mensajes del WBB.